# Награда Меша Селимовић
Награда Меша Селимовић је годишња књижевна награда коју додељују дневне новине Вечерње новости и Удружење издавача и књижара Србије. Награда је установљена 1988. године. Састоји се од рељефа са ликом Меше Селимовића, рада академског уметника Мирослава Д. Савића, повеље и новчане награде од 200.000 динара.

## Добитници
| Година | Добитник                 | За дело                             | Врста дела     |               |
| ------ | ------------------------ | ----------------------------------- | -------------- | ------------- |
| 1988   | Дубравка Угрешић         | Форсирање романа ријеке             | роман          |               |
| 1988   | Милорад Павић            | Предео сликан чајем                 | роман          |               |
| 1989   | Слободан Селенић         |                                     | роман          |               |
| 1990   | Светлана Велмар Јанковић | Лагум                               | роман          |               |
| 1991   | Радослав Братић          | Страх од звона                      | приповетке     |               |
| 1992   | Иван В. Лалић            | Писмо                               | збирка песама  |               |
| 1993   | Радослав Петковић        | Судбина и коментари                 | роман          |               |
| 1994   | Драган Јовановић Данилов | Живи пергамент                      | збирка песама  |               |
| 1995   | Антоније Исаковић        | Господар и слуге                    | роман          |               |
| 1996   | Добрица Ћосић            | Време власти 1                      | роман          |               |
| 1997   | Горан Петровић           | Опсада цркве Светога Спаса          | роман          |               |
| 1998   | Добрило Ненадић          | Деспот и жртва                      | роман          |               |
| 1999   | Милосав Тешић            | Седмица                             | збирка песама  |               |
| 2000   | Радован Бели Марковић    | Лимунација у Ћелијама               | роман          |               |
| 2001   | Данило Николић           | Јесења свила                        | роман          |               |
| 2002   | Рајко Петров Ного        | Недремано око                       | збирка песама  |               |
| 2003   | Војислав Карановић       | Светлост у налету                   | збирка песама  |               |
| 2004   | Стеван Раичковић         | Фасцикла 1999/2000                  | збирка песама  |               |
| 2005   | Миро Вуксановић          | Семољ земља                         | роман          | [ а ]         |
| 2006   | Новица Тадић             | Незнан                              | збирка песама  | [ б ]         |
| 2007   | Драган Великић           | Руски прозор                        | роман          | [ 1 ]         |
| 2008   | Петар Сарић              | Сара                                | роман          | [ 2 ]         |
| 2008   | Владимир Кецмановић      | Топ је био врео                     | роман          | [ 3 ]         |
| 2009   | Живорад Недељковић       | Овај свет                           | збирка песама  | [ 4 ]         |
| 2010   | Владан Матијевић         | Врло мало светлости                 | роман          | [ 5 ]         |
| 2011   | Дејан Алексић            | Једино ветар                        | збирка песама  | [ 6 ]         |
| 2012   | Александар Гаталица      | Велики рат                          | роман          | [ 7 ]         |
| 2013   | Иван Негришорац          | Камена чтенија                      | збирка песама  | [ 8 ]         |
| 2013   | Слободан Владушић        | Ми, избрисани                       | роман          | [ 8 ]         |
| 2014   | Енес Халиловић           | Зидови                              | збирка песама  | [ 9 ]         |
| 2015   | Милисав Савић            |                                     | роман          | [ 10 ]        |
| 2016   | Владислав Бајац          | Хроника сумње                       | роман          | [ 11 ]        |
| 2016   | Мирко Демић              | Ћутања из Горе                      | роман          | [ 11 ]        |
| 2017   | Дејан Илић               | Долина Плистос                      | збирка песама  | [ 12 ]        |
| 2018   | Алек Вукадиновић         | У ватри се бог одмара               | збирка песама  | [ 13 ]        |
| 2018   | Мило Ломпар              | Црњански: биографија једног осећања | биографија     | [ 13 ]        |
| 2019   | Владимир Пиштало         | Значење џокера                      | збирка есеја   | [ 14 ]        |
| 2020   | Игор Маројевић           | Остаци света                        | роман          | [ 15 ]        |
| 2021   | Весна Капор              | Небо, тако дубоко                   | роман          | [ 16 ]        |
| 2022.  | Небојша Лапчевић         | Филателист                          | збирка поезије | [ 17 ] [ 18 ] |
| 2023.  | Селимир Радуловић        | Запис на стубу, јерусалимском       | збирка поезије | [ 19 ]        |
| 2024.  | Слободан Јовић           | Брза пошта                          | збирка поезије | [ 20 ]        |